# Кестенявогърда горска яребица
Кестенявогърдата горска яребица (Arborophila charltonii) е вид птица от семейство Phasianidae. Видът е почти застрашен от изчезване.

## Разпространение
Видът е разпространен в горите на Малака, Суматра и Борнео.